# 제천 장락동 칠층모전석탑
제천 장락동 칠층모전석탑(堤川 長樂洞 七層謀塼石塔)은 충청북도 제천시 교동 장락동에 있는 신라의 석탑이다. 1967년 6월 23일 대한민국의 보물 제459호로 지정되었다.

## 개요
모전석탑이란 돌을 벽돌모양으로 깎아 쌓은 탑으로, 흙벽돌을 쌓아 올린 전탑을 모방하였다 하여 모전탑(模塼塔)이라고도 한다. 탑이 서있던 절터가 논밭으로 변하여 절의 규모는 알 수 없고, 7층에 이르는 거대한 이 탑이 주위를 압도하듯 버티고 서 있다.
회흑색의 점판암을 사용한 탑으로, 탑을 받치는 기단(基壇)만은 점판암이 아닌 자연석으로 1단을 마련하였으며, 그 위로 벽돌로 이루어진 7층의 탑신(塔身)을 올렸다. 탑신은 부처의 사리나 불경 등을 모셔두는 곳으로, 1층의 네 모서리에는 점판암 대신 화강암을 다듬은 기둥을 세워 그 모습이 특이하다. 또한 남쪽과 북쪽면에 사리를 두는 감실(龕室:불상이나 사리 등을 모시는 방)을 설치하여 문을 달아 놓았는데, 현재 남쪽의 것은 없어졌다. 1층의 남쪽과 동쪽면이 몹시 부서져 있는데 이러한 피해는 2층의 지붕돌까지 이르고 있다. 각 몸돌을 덮는 지붕돌은 재료가 벽돌이라는 점에서 알 수 있듯 경사면 위아래 모두 층급을 두었으며 처마도 짧고 수평을 이룬다. 지붕돌의 네 귀퉁이에는 아래위로 구멍을 뚫어 풍경을 달도록 하였다.
탑의 머리부분에는 머리장식이 없어지고 장식받침인 노반(露盤)만이 남아 있는데, 그 윗면 한가운데에 동그란 구멍이 있고 구멍둘레로 연꽃무늬가 새겨져 있다. 1967년 무너지기 직전에 탑을 해체하여 보수했는데, 7층 지붕돌 윗면에서 꽃무늬가 조각된 청동조각이 발견되어 혹 탑의 머리장식이 아닐까 한다.
탑신 전체에는 표면에 회를 칠했던 흔적이 곳곳에 남아 있어 주목된다. 만드는 형식이나 돌을 다듬어 쌓아올리는 수법 등으로 보아 통일신라 후기에 세워진 것으로 보인다.

## 현지 안내문

### 국문 설명
제천 장락동 칠층모전석탑
堤川 長樂洞 七層模塼石塔
보물 제459호
모전석탑이란 돌을 벽돌 모양으로 깎아 쌓은 탑으로, 흙벽돌을 쌓아 올린 전탑을 모방하여 지었다 하여 모전탑이라고도 한다. 제천 장락동 칠층모전석탑은 탑을 받치는 한 겹의 바닥돌 위에 벽돌처럼 깎은 회흑색의 점판암으로  7층의 몸돌을 올렸는데, 1층의 네 모서리에는 점판암 대신 화강암 기둥을 세워 그 모습이 특이하다. 탑 전체 표면에 석회를 칠한 흔적이 있으며, 남쪽과 북쪽 면에 감실*을 설치하여 문을 달았다. 탑을 만든 형식이나 돌을 다듬어 쌓아올린 수법 등으로 보아 통일 신라 말이나 고려 초인 10세기 작품으로 추정된다. 6·25 전쟁 때 포탄에 맞아 피해를 입었는데, 1967~1968년에 석탑을 해체하고 지금의 모습으로 다시 만들었다.
- 감실(龕室): 불상이나 사리 등을 모시는 방

### 영문 설명
Seven-story Stone Brick Pagoda in Jangnak-dong, Jecheon
Treasure No. 459
A pagoda is a symbolic monument enshrining the relics or remains of the Buddha. In many cases, a pagoda does not contain the actual remains, but is still regarded as a sacred place enshrining the Buddha.
This pagoda is presumed to have been built in the 10th century. It is made of stone bricks. The pagoda was partially destroyed during the Korean War (1950-1953) and was repaired in 1967-1968.
This pagoda is composed of a one-tiered base and seven stories with a roof atop each story. There was also a decorative top which is now missing. The first story feature granite pillars on each corner and can be entered from doors on the north and south sides.
It is known that in this area there used to be a temple called Jangnaksa, founded during the Three Kingdoms period (57 BCE-668 CE). It is presumed that the temple went out of use in the 18th century.

## 사진

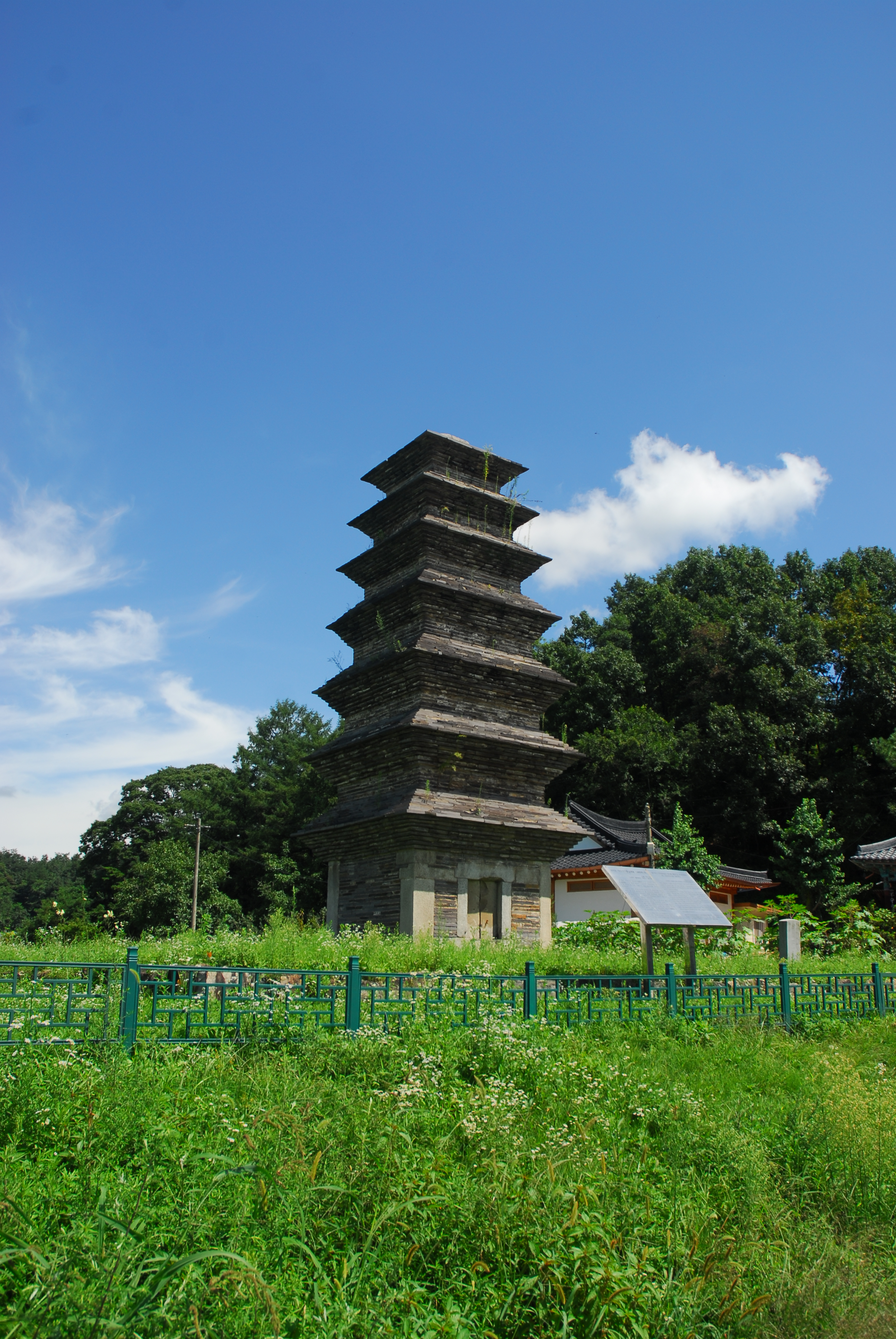
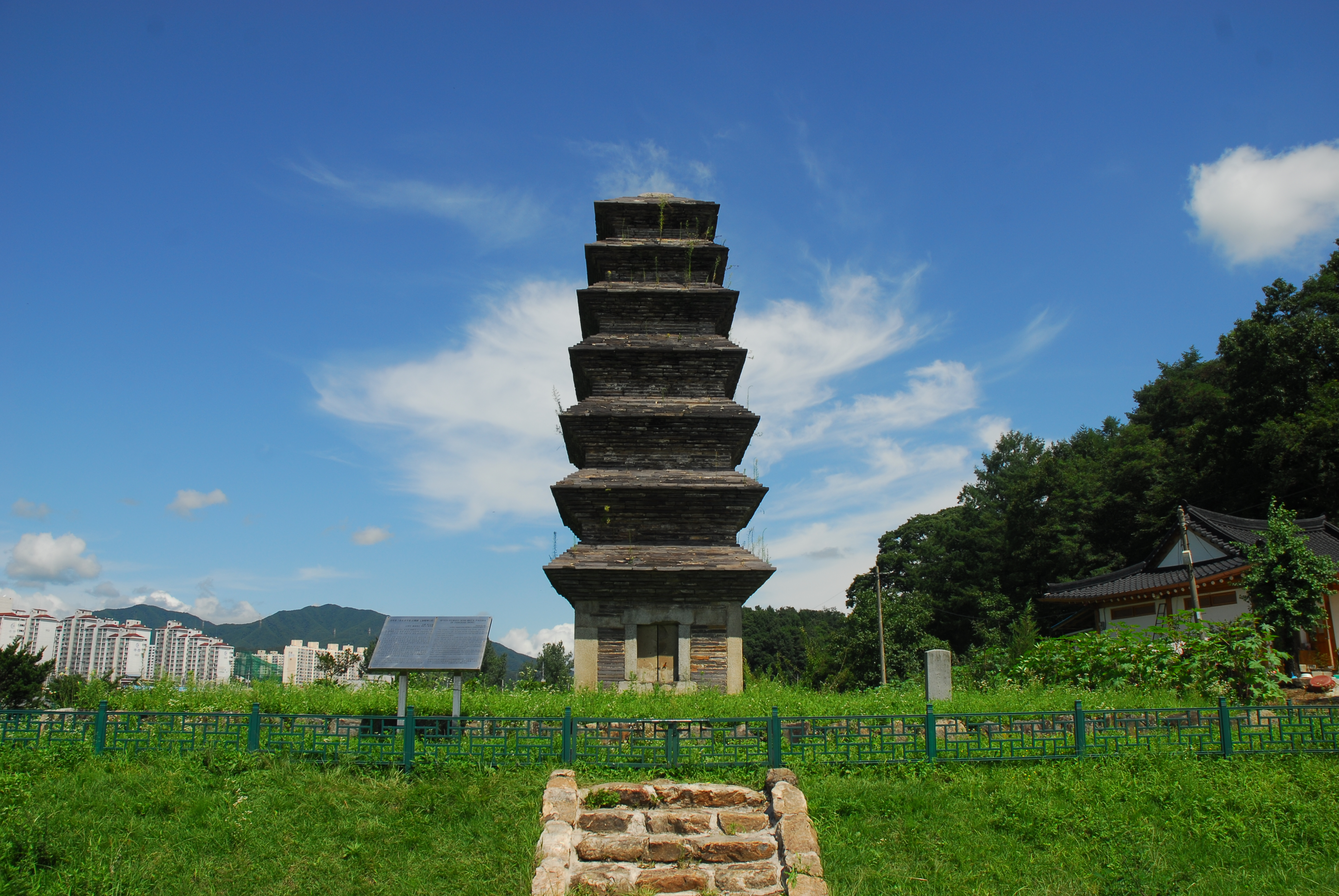
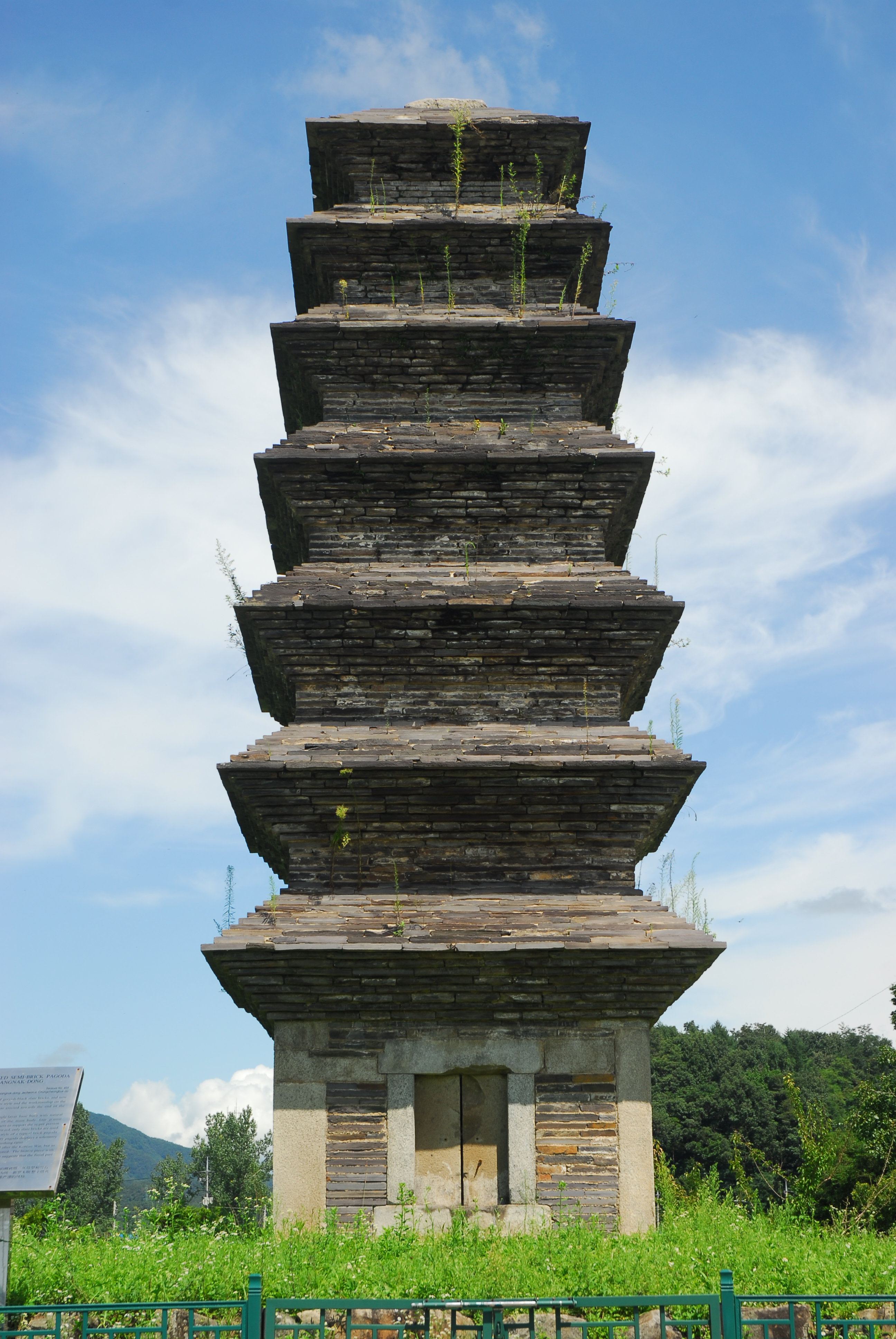
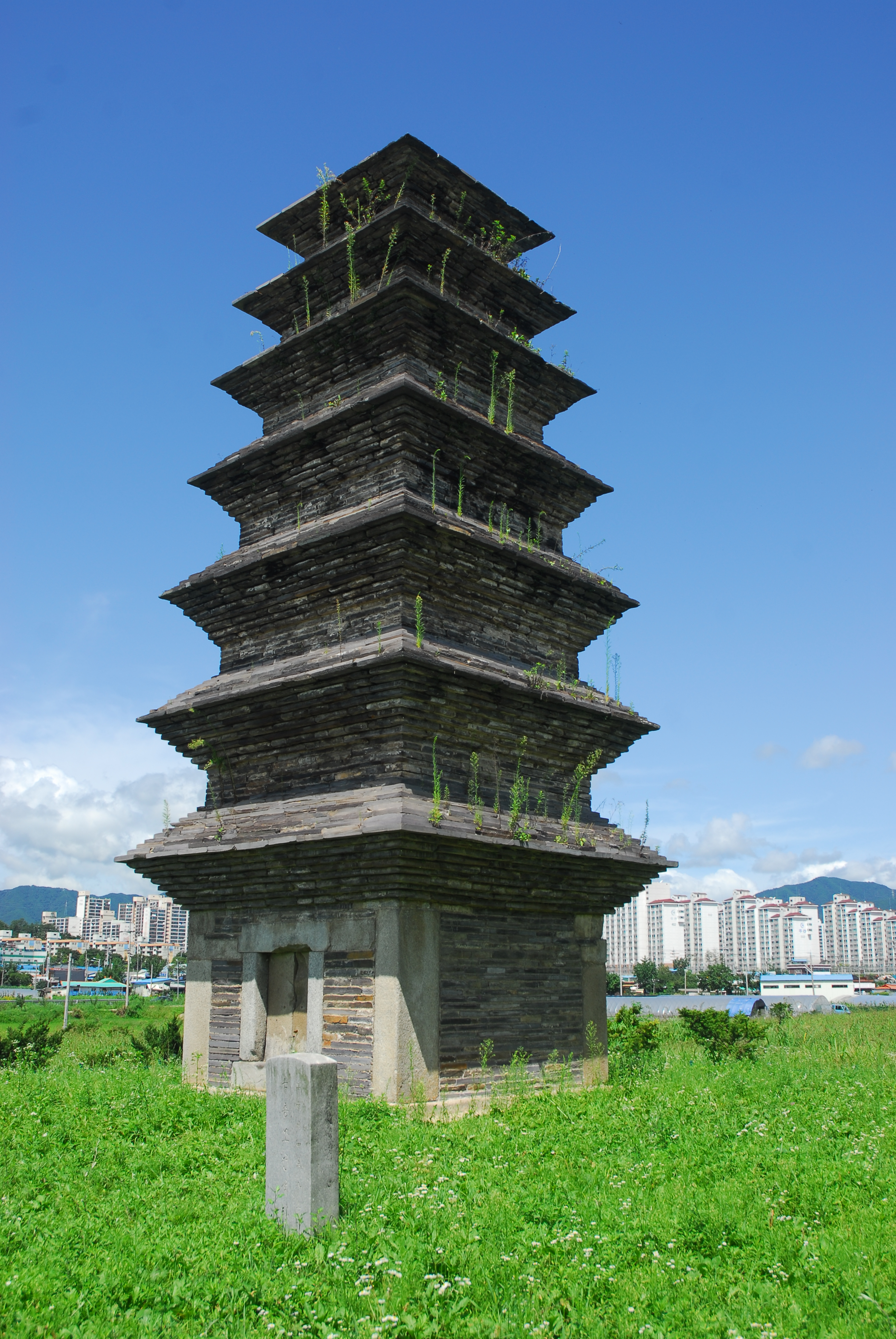
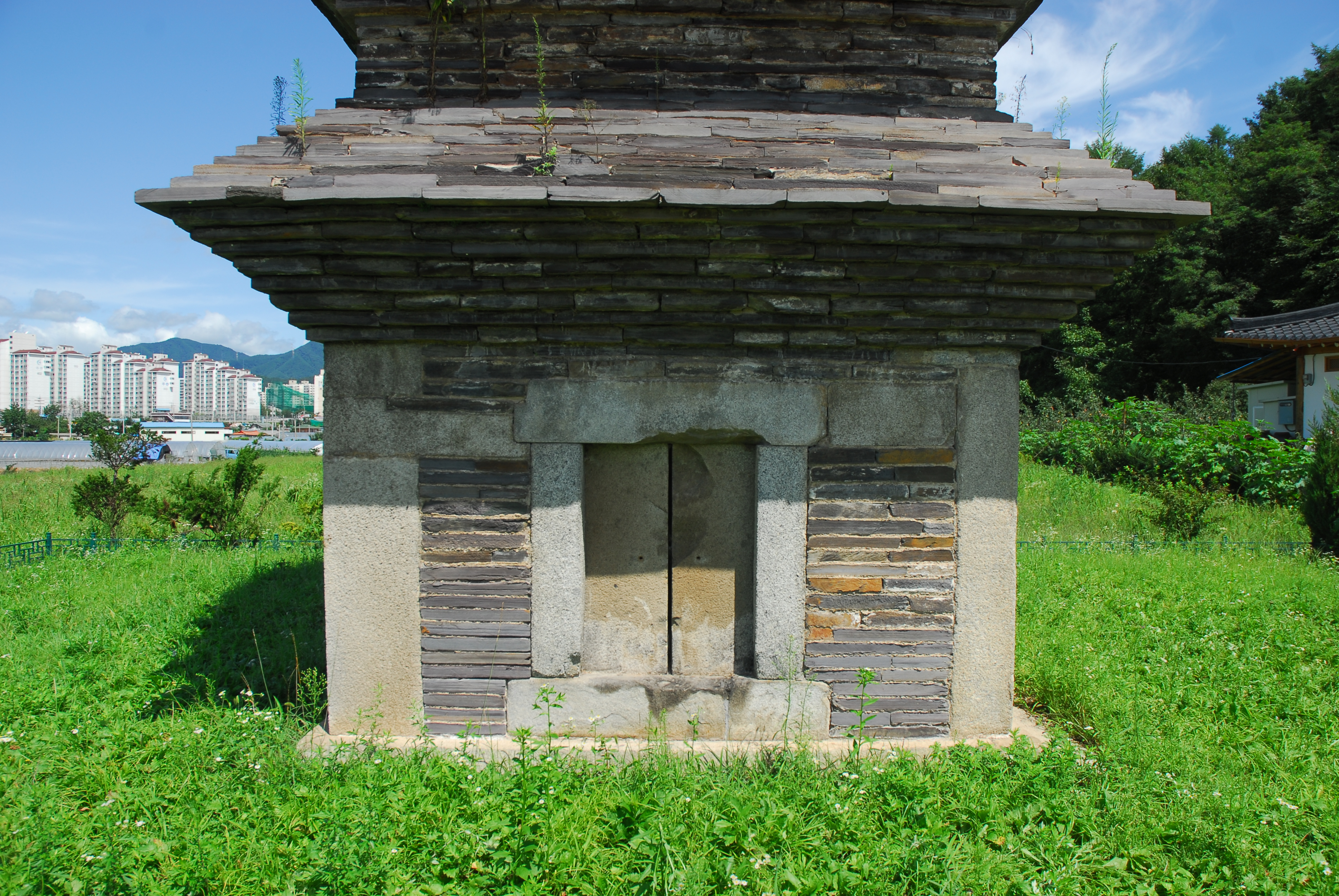

## 같이 보기
- 제천 장락사지